# Stefan Zweig
Stefan Zweig [cvaik] (28. listopadu 1881 Vídeň – 22. února 1942 Petrópolis u Rio de Janeira) byl rakouský prozaik židovského původu, esejista, básník a překladatel z francouzštiny a angličtiny do němčiny.

## Život
Jeho otec, původem moravský Žid usazený ve Vídni, podnikal v textilnictví. Předkové žili po několik generací v Prostějově. Matka pocházela z vlivného bankéřského, kulturně založeného rodu a vyrostla v Anconě v Itálii. Měl o dva roky staršího bratra Alfreda, který později převzal podnik po otci. Stefan tak jako druhorozený mohl studovat a věnovat se svým uměleckým zálibám: divadlu, hudbě, výtvarnému umění a hlavně literatuře. Ještě jako dvacetiletý student vydal sbírku básní s názvem Stříbrné struny, ale na dalších šest let se odmlčel. Absolvoval filosofii, germanistiku a romanistiku v Berlíně a v roce 1904 ve Vídni získal titul doktora filozofie. Často cestoval, zejména do Francie, Anglie a Belgie, ale v pozdějších letech navštívil také Indii, Ceylon, Barmu a Spojené státy americké.
Jeho literární tvorbu ovlivnila psychoanalýza, osobně se přátelil se Sigmundem Freudem. Od mládí se hlásil k idejím humanismu, pacifismu a kosmopolitismu, který však spojoval s úctou ke svébytnosti různých národů. Usiloval o vzájemné poznání a sblížení Evropanů. Pod vlivem svého přítele, belgického básníka Emila Verhaerena, si také osvojil civilismus, tedy lyrický úžas nad technickým a vědeckým pokrokem moderního lidstva. Zpočátku se věnoval dramatické tvorbě, ale jeho první tři hry (antické drama Thersites, jednoaktovka Proměněný komediant a tragédie Dům u moře) nemohly být uvedeny z důvodu náhlého úmrtí v souboru. Začal psát novely a eseje, věnoval se překladům.
Během první světové války žil ve Vídni, kde pracoval v archivu Ministerstva války. Na začátku první světové války vykazoval vlastenecké smýšlení, jež zasáhlo mnohé Němce a Rakušany, mimo jiné i filozofy židovského původu Martina Bubera nebo Hermanna Cohena. V roce 1914 publikoval v tisku otevřený dopis An die Freunde im Fremdland [Přátelům v cizině] , v němž oznamuje, že za války musí dát přednost kolektivu před jedincem, tj. německému vlastenectví před přáteli na Západě, („nejprostší německý sedlák ... je mi v této době bližší než vy“), loučí se s konkrétně nejmenovanými přáteli ve Francii, Belgii a Anglii a odebírá se programově do mlčení. V závěru však vyjadřuje přesvědčení, že jejich přátelství přetrvá a po skončení bojů se opět rozvine. Později se spolu s intelektuály jiných národností, např. s francouzským spisovatelem Romainem Rollandem, zapojil do mírového hnutí a v novinových článcích a literárních dílech (biblické drama Jeremiáš) upozorňoval na nehumánnost války.
V roce 1917 se odstěhoval do švýcarského Curychu, kde působil jako korespondent vídeňských novin. Po válce se vrátil do Rakouska a roky 1919 až 1934 prožíval v Salcburku, kde zakoupil dům na Kapucínském vrchu. Roku 1920 vstoupil do manželství s Friderikou Marií von Winternitz. Během této doby vznikla podstatná část jeho díla. V roce 1934 Salcburk opustil a rozešel se i s rodinou.
Po připojení Rakouska k Německu v roce 1938 emigroval do Velké Británie i se svou sekretářkou a spolupracovnicí Lottou Altmannovou. V září 1939 se vzali a o rok později přijali anglické občanství. Zweig psal, pořádal přednášková turné a vystupoval proti fašismu. 
Na podzim 1941 odjel se svou druhou ženou do Brazílie a pronajal si domek městě Petrópolis. Stále se snažil pracovat, ale těžce na něj doléhaly obavy o osud lidstva v souvislosti s vývojem válečných událostí. Poté, co se k němu dostaly zprávy o ničení kulturních hodnot nacisty, rozhodl se dobrovolně ukončit svůj život. Jeho manželka s ním tuto myšlenku sdílela. Dne 23. února 1942 byli oba nalezeni bez života v jejich domě. Příčinou úmrtí byla otrava veronalem.

## Dílo
Zweigovy postavy jsou mistrně psychologicky zobrazeny a mnohdy se ocitají (často vlivem těžko ovlivnitelných vnějších dějinných souvislostí – válka, inflace, fašismus) ve svízelných situacích. Jeho literární odkaz zahrnuje eseje, novely, biografické romány. Psal i poezii a divadelní hry. Svou schopnost proniknout do vnitřního světa osobnosti spojil Zweig s metodou dokumentárního záznamu, která je charakteristická pro literaturu faktu, a vytvořil tak nový typ faktografické románové biografie, která je v jeho díle zastoupena nejvíce. Je založena na rozsáhlém bádání a sbírání pramenů a podkladů. Představuje historicko-literární žánr, v jehož středu stojí výjimečné postavy a jejich osudy.

### Romány, povídky a novely (výběr)
- Zapomenuté sny (Vergessene Träume, 1900) – setkání šlechtičny s láskou z dětství
- Jaro v Prátru (Praterfrühling, 1900) – příběh krátké lásky prostitutky a studenta
- Dva osamělí lidé (Zwei Einsame, 1901) – setkání dvou lidí vyloučených ze společnosti
- Zázraky života (Die Wunder des Lebens, 1903) – na postavách malíře a židovského sirotka v Antverpách roku 1566 popisuje perzekuce, kterým musí čelit věřící různých vyznání, jako selhání lidstva. Česky v knize Tři novelly (Putování, Zázraky života, Povídka za soumraku) J.Otto Praha 1912 Dostupné online.
- Mučivé tajemství (Brennendes Geheimnis, 1913) – mladý chlapec touží poznat svět dospělých, jeho nevinnosti zneužije lázeňský hejsek, kterému jde jen o to, aby se prostřednictvím hocha vloudil k jeho matce. Česky v knize Novely Odeon, 1968

- Strach (Angst, 1920) – psychologická novela o manželské krizi analyzující pocity nevěrné ženy, která podlehla náhodné známosti spíše z nudy a touhy po dobrodružství, než ze spalujícího citu, který by ji dokázal před sebou samotnou ospravedlnit. Po odhalení se stane obětí vydírání a propadá ničivému strachu o dosavadní klidné zázemí a rodinné štěstí. Česky nakl. Adolf Synek, překlad Miloš Hlávka, 1933
- Fantastická noc (Phantastische Nacht, 1922) – zhýralý a požitky přesycený šlechtic dokáže nalézt v sobě i hlubší city a nový vztah k životu. Česky v knize Novely Odeon 1968, samostatně Fr. Ziegner 1925
- Měsíční ulička (Die Mondscheingasse, 1922) – dramatický příběh vztahu muže a ženy se odehrává v baru ve francouzském přístavu. Česky v knize Příběhy vášně a lhostejnosti Akropolis 1993. Zfilmováno.
- Amok (Amok, 1922) – extrémní posedlost vede hlavního hrdinu k obětování profesního i soukromého života a nakonec k sebevraždě. Česky v knize Novely Odeon 1968, samostatně Odeon, 1977, 1988, Levné knihy KMa Praha 2000, v knize Dobrodružství života Melantrich Praha 1931
- Zmatení citů (Verwirrung der Gefühl, 1927) – tragédie stárnoucího profesora, jenž si neví rady ve vztahu ke svému žákovi. Česky v knize Novely Odeon 1968, 2016, v knize Dobrodružství života Melantrich Praha 1931
- Zánik srdce (Untergang eines Herzens, 1927) – popis pozvolného vnitřního rozkladu stárnoucího muže, který místo srdce cítí jen prázdnotu. Česky Garamond 2009 (dvojjazyčné vydání) a v knize Příběhy vášně a lhostejnosti Akropolis 1993
- Čtyřiadvacet hodin v životě ženy (Vierundzwanzig Stunden aus dem Leben einer Frau, 1927) – hrdinka prožije největší lásku, vášeň a zklamání svého života během jednoho dne. Česky v knize Příběhy vášně a lhostejnosti Akropolis 1993, Garamond 2009 (dvojjazyčné vydání). Zfilmováno.
- Neviditelná sbírka (Die unsichtbare Sammlung, 1927) – vykresluje období inflace v Německu během 20. let 20. století
- Knihomol (Buchmendel), 1929) – příběh obchodníka s knihami, rusko-židovského imigranta, odehrávající se ve vídeňské kavárně. Česky Čs. spisovatel 1957, v knize Novely Odeon 1968
- Leporella (Leporella, 1935) – příběh služky, která poprvé opustila rodnou vesnici. Česky v knize Příběhy vášně a lhostejnosti Akropolis 1993.
- Netrpělivost srdce ( Ungeduld des Herzens, 1938) – tragický a dramatický příběh lásky Edity k poručíku od hulánů poskytuje prostor k zamyšlení nad lidským soucitem, který může i zabít. Česky Nakladatelství Lidové noviny, Euromedia Group 2006, Leda Voznice 2013, Simon and Simon Praha 1998 , Odeon 1984, Práce 1976, Svoboda Praha 1968. Zfilmováno, rozhlasová a divadelní adaptace.
- Šachová novela (Schachnovelle, 1942) – hra talentovaného, avšak hrubého a nekultivovaného mistra světa v šachu (alegoricky zobrazuje fašismus) proti neznámému muži, jenž má šanci vyhrát. Česky pod názvem Královská hra, Svoboda, 1948, v knize Novely Odeon 1968. Zfilmováno, divadelní adaptace.
- Opojení z proměny (Rausch der Verwandlung. Roman aus dem Nachlaß) – román z autorovy pozůstalosti. Příběh chudé mladé dívky Kristýny, která pozná život vyšší společnosti a nedokáže se poté vrátit do světa chudých. Na osudu stárnoucí poštovní úřednice Zweig podává obraz politického vývoje a společenské atmosféry v Rakousku 30. let 20. století. Česky Odeon 1986, Ivo Železný Praha 1998,

### Životopisné romány
- Paul Verlaine 1905
- Émile Verhaeren 1910
- Otokar Březina 1910 Ločák Praha [11]

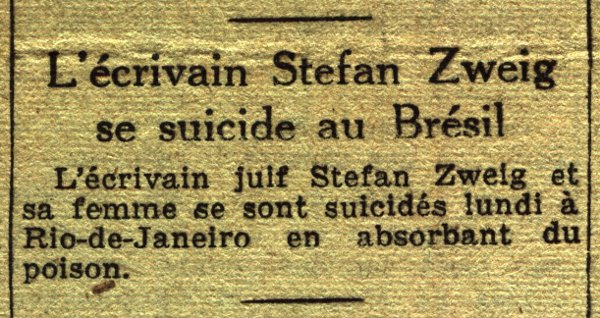
Zpráva o úmrtí v Le Petit Parisien (1942)

- Romain Rolland, člověk a dílo (Romain Rolland, Der Mann und das Werk, 1921) česky Orbis Praha 1934
- Joseph Fouché (Joseph Fouché. Bildnis eines politischen Menschen, 1929) česky Český klub Praha 2001, Knižní klub Praha 1994, Odeon 1973

- Léčení duchem ( Die Heilung durch den Geist. Mesmer, Mary Baker-Eddy, Freud, 1932) – kniha pojednává o životě a díle lékaře Franze Antona Mesmera, zakladatelce Christian Science Mary Bakerové Eddyové a Sigmundu Freudovi. Česky Odeon 1988
- Marie Antoinetta (Marie Antoinette. Bildnis eines mittleren Charakters, 1932) česky Panorama 1993, Academia Praha 2000
- Triumf a tragika Erasma Rotterdamského (Triumph und Tragik des Erasmus von Rotterdam, 1934) česky Aurora Praha 1997,Odeon 1970, Jan Lachter Praha 1937[12]
- Marie Stuartovna (The Queen of Scots or Mary Queen of Scots, 1935) česky SNKLHU - Státní nakladatelství krásné literatury, hudby a umění 1966, Leda Voznice 2012, Academia Praha 2000, Panorama Praha 1993
- Magellan (Magellan. Der Mann und seine Tat, 1938), česky Jaroslav Tožička Praha 1938, Naše vojsko 1959, Odeon 1977, Beta Praha 2019
- Montaigne (Montaigne 1941), Pulchra 2023
- Amerigo (Amerigo. Geschichte eines historischen Irrtums, 1942), česky Odeon 1977
- Balzac (Balzac, 1946) , česky Maraton Praha 2020, Odeon 1976, Mladá fronta 1964, Máj Praha 1949

Cyklus Stavitelé světa. Pokus o typologii ducha (Die Baumeister der Welt. Versuch einer Typologie des Geistes) má tři části:
- Tři mistři (Drei Meister: Balzac – Dickens – Dostojewski, 1920) česky Melantrich Praha 1997
- Boj s démonem (Der Kampf mit dem Dämon. Hölderlin – Kleist – Nietzsche, 1925) česky Nakladatelství Olomouc 2001
- Tři básníci svých životů (Drei Dichter ihres Lebens. Casanova – Stendhal – Tolstoi, 1925 )

### Historické prózy
- Svět včerejška (Die Welt von Gestern, 1942) – autobiografické vzpomínky na Rakousko před 1. světovou válkou.[13] Česky Torst 1999, Malvern Praha 2019, Sumbalon Vysoké Mýto 2013

- Svědomí proti násilí (Castellio gegen Calvin oder Ein Gewissen gegen die Gewalt 1936)[14] – kniha na pomezí eseje, románu a historické studie. Obrana nejzákladnějších hodnot evropské civilizace: svobody, tolerance, života a lidskosti proti jakékoli znásilňující, totalitní ideologii. Česky Prostor Praha 2017, audiokniha

- Hvězdné hodiny lidstva (Sternstunden der Menschheit. Fünf historische Miniaturen, 1927) eseje na téma zeměpisných objevů, technických vynálezů a dějinných zlomů. Česky Komanditní nakladatelská společnost Pašek a spol. 1947, Nakladatelství Andrej Šťastný Praha 200, Votobia Olomouc 1993, Mladá fronta 1971

### V češtině (časopisecky)
- Včerejší svět. Vzpomínky Evropana [úryvek], in: Světová literatura, roč. 9, č. 2 (březen 1964), str. 228–248, přel. Eduard Urban
- Střetnutí s lidmi, knihami a městy, autobiografické vzpomínky

### Divadelní hry
- Tersites, 1907, antické drama
- Proměněný komediant (Der verwandelte Komödiant) 1911, jednoaktovka
- Dům u moře (Das Haus am Meer) 1912, tragédie
- Jeremiáš (Jeremias) 1917, protiválečné biblické drama
- Legenda jednoho života (Legende eines Lebens), 1919
- Volpone (Volpone), 1926, komedie z prostředí renesančních Benátek
- Ovečka chudého (Das Lamm des Armen) 1930. tragikomedie

## Fotogalerie

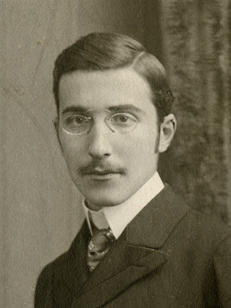
Stefan Zweig (1900)
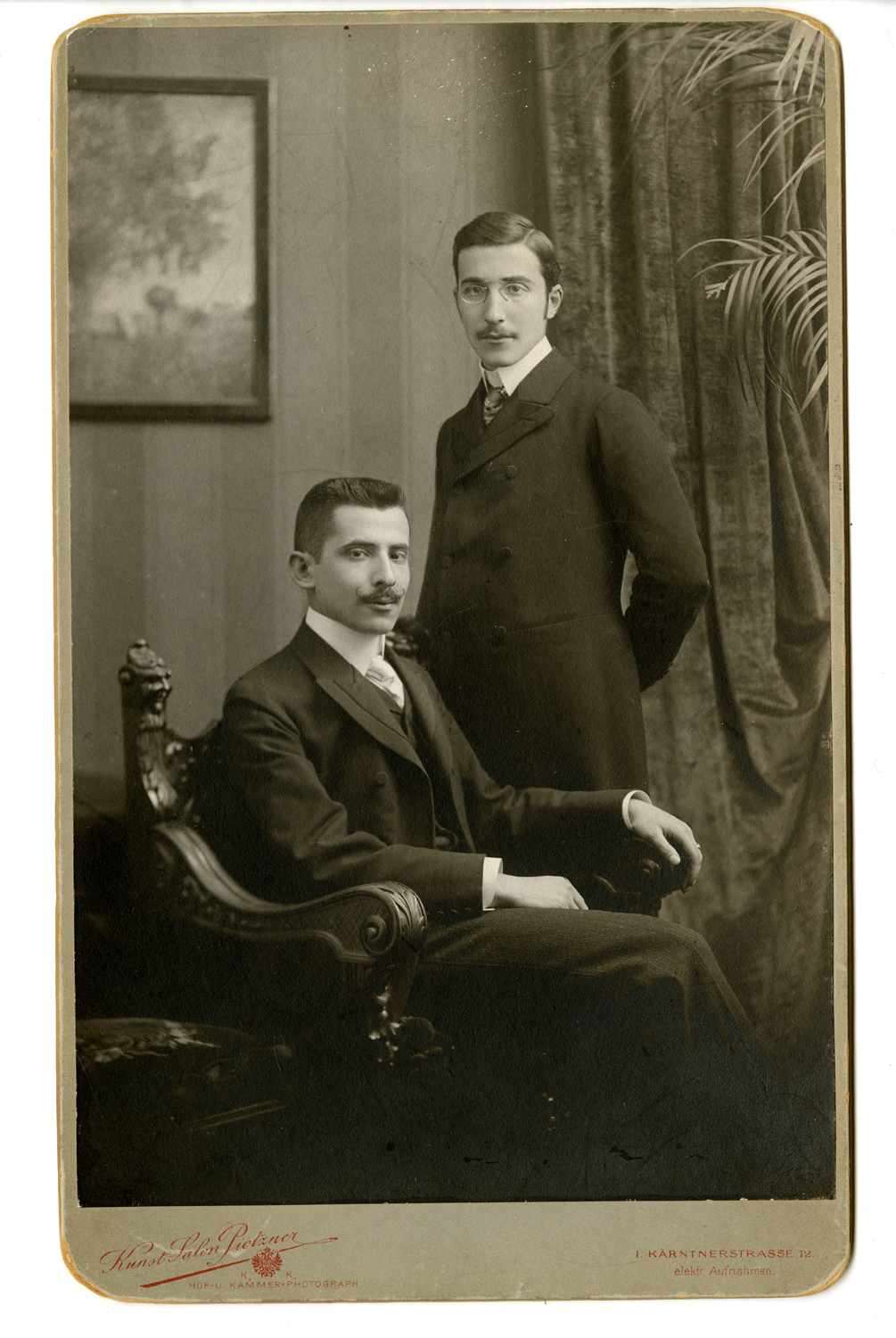
Stefan Zweig (stojící) se svým bratrem Alfredem (Vídeň, 1900)
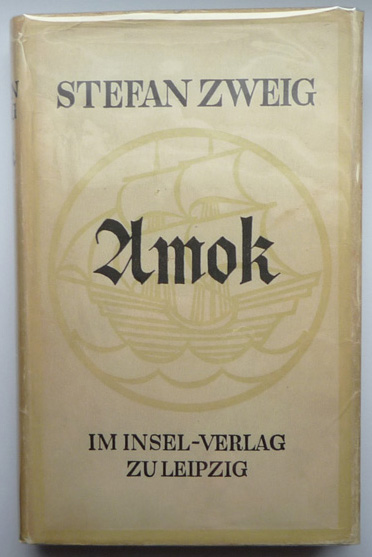
Stefan Zweig, Amok (1922)
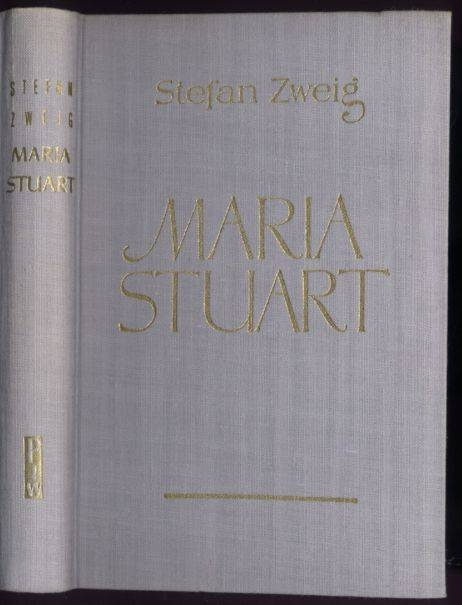
Stefan Zweig, Maria Stuart (1935)
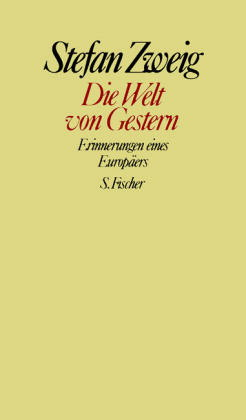
Stefan Zweig, Die Welt von gestern (1942)
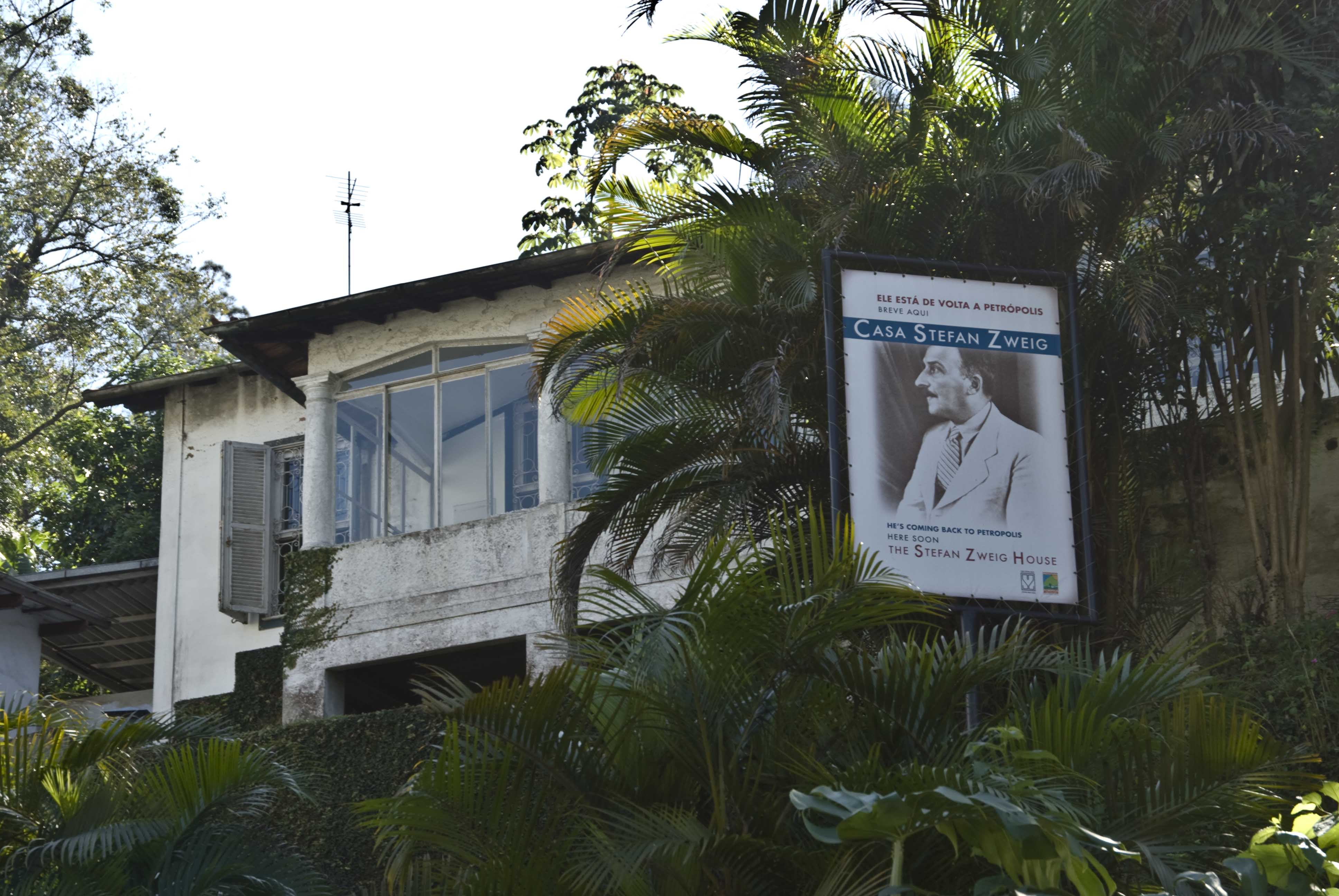
Casa Stefan Zweig v Petrópolis (Brazílie)
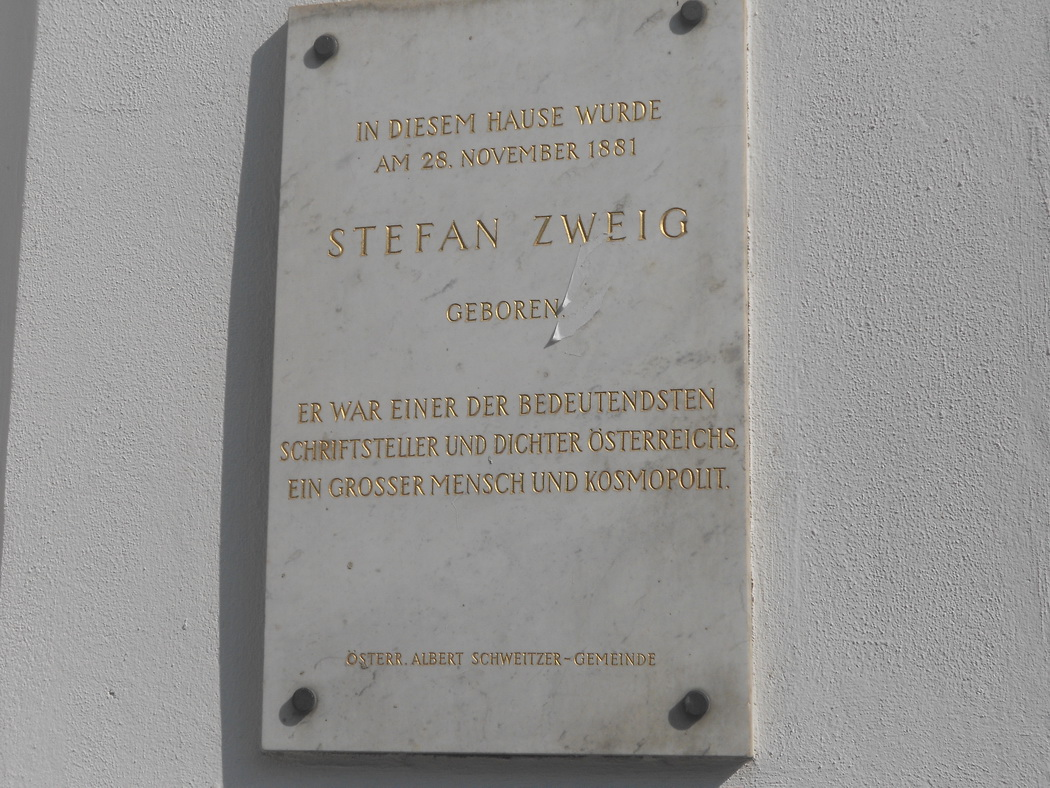
Pamětní deska ve Vídni (Schottenring, Wien)